# Liubokut, Polohî
Liubokut (în ucraineană Любокут) este un sat în comuna Ceapaievka din raionul Polohî, regiunea Zaporijjea, Ucraina.

## Demografie
Componența lingvistică a localității Liubokut
     Ucraineană (100%)
Conform recensământului din 2001, toată populația localității Liubokut era vorbitoare de ucraineană (100%).